# Estádio Joaquim de Morais Filho
O Estádio Joaquim de Morais Filho mais conhecido como Joaquinzão, é um estádio de futebol localizado no município de  Taubaté, mesorregião do  Vale do Paraíba no estado de São Paulo. Seu proprietário é o Esporte Clube Taubaté, uma das equipes mais tradicionais do interior paulista. Atualmente tem capacidade para receber 9.600 torcedores.

## Histórico
O estádio foi fundado em 1967. Até então, o Esporte Clube Taubaté disputava suas partidas no Estádio Praça Monsenhor Silva Barros, "O Campo do Bosque". Em 1954 a diretoria do clube definiu como meta a construção de um novo estádio.
O Campo do Bosque teve seu sistema de iluminação inaugurado em 1º de outubro de 1958 em uma partida amistosa contra o São Paulo, que terminou com empate em 1 a 1.
Em 1955, o então prefeito Felix Guisard Filho promulgou a lei municipal nº 115, doando ao Esporte Clube Taubaté uma área de 38.300 m², localizada no antigo Parque das Nações para a construção do novo estádio. O clube recebeu também 45 milhões de Cruzeiros Velhos para a conclusão do novo estádio ao sair do  antigo Estádio Monsenhor Silva Barros em 1967.
Em maio de 1958 uma grande campanha de arrecadação de tijolos coordenada por um dirigente foi lançada na cidade. A campanha contou com total apoio dos funcionários da Companhia Fabril de Juta, contando inclusive com a colaboração do seu gerente.
Dez anos depois, em 14 de janeiro de 1968, o estádio foi inaugurado, recebendo o nome do então presidente do clube e grande incentivador, Joaquim de Morais Filho.
O jogo de estreia foi contra o São Paulo Futebol Clube, vice-campeão paulista de 1967. O resultado foi de 2 a 1 para o São Paulo.[carece de fontes?]
O recorde de público do estádio aconteceu no jogo contra o Corinthians, realizado em 11 de junho de 1980. O público pagante foi de 21.272 torcedores.{[carece de fontes?]

## Atualidade
Atualmente o estádio encontra-se em estado razoável de conservação. Por conta de sua difícil manutenção pelo clube, a prefeitura da cidade demonstrou, em 2007, o interesse de municipalizar o Joaquinzão, quitando uma dívida do clube com o INSS. Entretanto, a proposta não foi adiante.[carece de fontes?]